# Epitelo-mezenchymální tranzice
Epitelo-mezenchymální tranzice (zkráceně EMT z anglického epithelial-mesenchymal transition) je biologický proces, při kterém buňky epitelové tkáně ztrácejí své charakteristické vlastnosti (polaritu, pevný tvar, připojení k bazální lamině a k sousedním buňkám) a mění se na mezenchymové kmenové buňky, které se liší vzhledem, pohyblivostí a invazivitou. Jedná se o opačný mechanismus mezenchymově-epitelového přechodu (MET), a taktéž se účastní ontogenetického vývoje. Mimo to dosavadní výzkum odhalil roli EMT v raném stadiu embryogeneze při vývoji a diferenciaci buněk a dále například při hojení ran, regeneraci tkání a při fibróze. Tento mechanismus však nastává i v patologických jevech jako je rakovina.

## Rozdíl mezi epitelovou a mezenchymovou buňkou

### Epitelová buňka

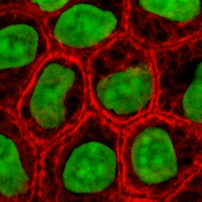
Epitelová buňka

Epitelová tkáň je tvořena pevně semknutými buňkami, které mají pravidelný tvar a leží na sobě v jedné nebo ve více vrstvách. Navzájem jsou propojeny mezibuněčnými spoji jako jsou těsné, vodivé, adhezní spoje a desmozomy. Na nich se významně podílí proteiny jako epitelové kadheriny (E-kadheriny), integriny a cytokeratiny, které zároveň pomáhají udržovat a stabilizovat epiteliální stav. Dále se buňky jednou svou stranou (distální) napojují na bazální laminu skrz hemidesmozomi, druhá (apikální) strana pak volně směřuje do prostoru, čímž se utvoří takzvaná apikobazální polarita, důležitá pro funkci epitelové tkáně.

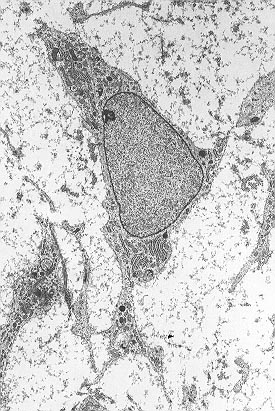
Mezenchymální buňka

### Mezenchymová buňka
Na rozdíl od předchozího stavu nemá mezenchymová buňka jasně definovaný tvar (připomíná stavbu fibroblastů). Nemá pevné mezibuněčné spojení se svým okolím a ani není polarizovaná. S tímto se vážou i specificky produkované proteiny a markery, mezi které patří například mezenchymové kadheriny (N-kadherin) a integriny (β1 a β3), vimentin, fibronektin a další. Buňka je schopná pomocí stresových vláken a tvorbou výběžků (filopodia a lamellipodia) vyšší pohyblivosti a vyššího pronikání (až invazivity). Při interakci a zachycení na jiné buňky či extracellulární matrix využívají fokální adhezi prostřednictvím svých integrinů. Jelikož se jedná o multipotentní kmenové buňky, mají další vlastnosti jakoF schopnost diferenciace a rezistenci k apoptóze.

## Mechanismus tranzice
Epitelo-mezenchymální tranzice je aktivována řadou EMT-indukujících transkripčních faktorů (ZEB1 a 2, SNAIL/SNAI1, TWIST1 a 2). Tyto transkripční faktory se navzájem ovlivňují, kombinují a společně spouští složitou kaskádu. Při ní se uvolňují další faktory a exprimují se geny asociováné s mezenchymálním stavem a naopak se potlačují geny pro epitelovou formu buňky. Například transkripční faktor SNAIL potlačuje gen CDH1, který kóduje E-kadheriny. Stejný účinek má i transkripční faktor ZEB1, který ale navíc podporuje expresi vimentinu a N-kadherinu .

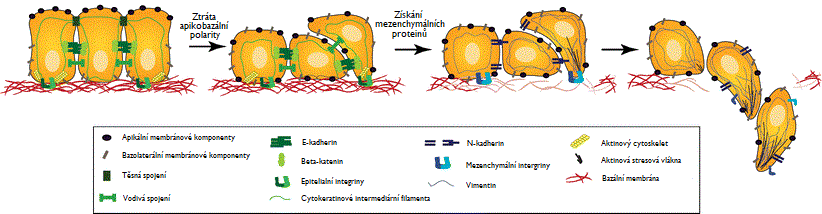
Ilustrace mechanismu epitelo-mezenchymální tranzice (EMT)

Ztrátou proteinů jako jsou E-kadherin a cytokeratiny, dochází k destabilizaci spojů mezi buňkami epitelu a výsledkem je odpojení jednotlivých buněk od sebe i od bazální laminy. Buňka naopak začne produkovat proteiny spojené s mezenchymovým stavem (N-kadherin, vimentin a β1, β3 integriny). Zároveň dochází k přeuspořádání cytoskeletu, zejména dojde ke vzniku prokřížených aktinových vláken na okrajích buňky, které tvoří výběžky v cytoplazmatické membráně (síti podobná lamellipodia a z nich ostře vybíhající filopodia). S tranzicí je také spojena zvýšená formace stresových vláken (sress fibers) a větší buněčná kontraktilita. Bez kontaktu s bazální laminou přichází buňka i o svou polaritu. Všechny tyto změny vedou k uvolnění epitelové buňky a přeměně na mezenchymální. Tento proces však není ve většině buněk za fyziologického podmínek úplný, a buňky se nachází v částečném stavu mezi epiteliální a mezenchymální formou. Plný přechod se jen vzácně vyskytuje u rakovinných buněk.

## Význam procesu
Během embryogeneze buňky i několikrát projdou epitelo-mezenchymálním tranzicí, aby mohlo docházet k správné diferenciaci tkání. Ale ani po dokončení vývoje nemusí buňky zůstat v konečném stádiu diferenciace a buňka může za určitých podmínek přejít zpátky pomocí EMT (oprava tkání, tvorba zánětu či rakoviny).
Podle toho, jaká je biologická funkce a výsledek procesu, lze mechanismus epitelo-mezenchymální tranzice lze rozdělit na tři kategorie. Všechny však doprovází podobné genetické i biochemické značky a mechanismy. 

### EMT během vývoje embrya
Každá buňka v těle pochází z jedné počáteční buňky - oplozeného vajíčka. Během vývoje pak prochází diferenciací, kdy z nespecializovaných vznikají funkčně i strukturně specializované buňky. V různých stádiích embryogeneze buňky běžně přechází mezi epitelovým a mezenchymálním stavem (pomocí střídání EMT a MET mechanismů), než se ustálí buď jako tkáňové specifické epitelové buňky nebo jako podpůrné mezenchymové, které se v případě potřeby mohou na epitelové diferencovat. Tento proces je důležitý zejména během implantace, formace embrya a vývoje orgánů.
Hlavním úkolem je vytvářet širokou škálu různých typů buněk se stejným mezenchymovým fenotypem a regulace velké řady morfologických změn během vývoje. Například se tak v embryu vyšších živočichů tvoří buňky mezodermu a formují se tkáně jako kosterní svalovina, dýchací systém, játra, pankreas, prostata a další. Mezi důležité důsledky patří i tvorba primárních mezenchymálních kmenových buněk. 

### EMT během hojení a regenerace tkáně
K tomuto typu dochází při opravných mechanismech v dospělém těle. Aktivuje se po utrpění traumatického nebo zánětlivého poranění, kdy se tělo pokouší tkáň opravit a reaguje na přidružený zánět. Během toho jinak nepohyblivé epitelové buňky projdou díky EMT přeměnou na pohyblivé a mohou tak migrovat do oblastí rány. Zde se pak mohou mnohonásobně dělit a zpětně projít reverzním procesem (mezenchymálně-epitelovou tranzicí), aby opravily integritu poraněné epitelové tkáně. Mechanismus EMT by mohl být také zodpovědný za fibrózu poraněné tkáně, kdy jeho dlouhodobá aktivace by mohla vést k patologickým zánětům a fibrogenezi orgánů. 

### EMT během vzniku a progrese tumoru

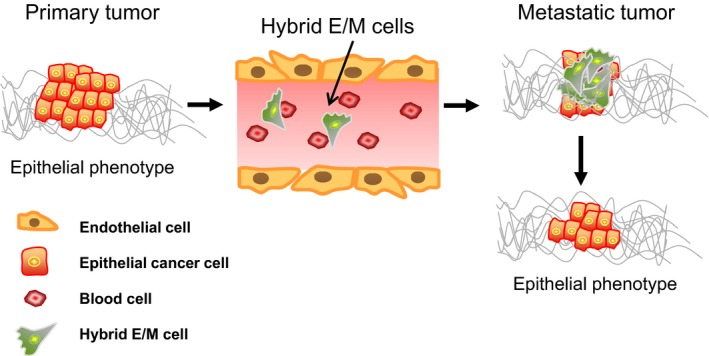
Nádorové buňky (v epitelovém fenotypu) mohou projít EMT, získat částečné mezenchymální vlastnosti a odpojit se od primárního nádoru. Díky vysoké pohyblivosti a schopnosti pronikat do tkání mohou putovat krví na jiné místo v těle. Zde se následně usadí a pomocí MET se vrátí do epitelového stavu a vytvoří sekundární nádor.

Při vzniku rakoviny (tumorigeneze) dojde v buňkách ke genetickým nebo epigenetickým změnám, hlavně v místech onkogenů a tumor supresorových genů. Společně s nimi může být spuštěn i proces epitelo-mezenchymální tranzice. Původní epitelové buňky s progresí nádoru postupně přechází na mezenchymové, čímž získávají různou úroveň jejich vlastností (od částečných po úplné). Mezi ně patří rychlá proliferace, rezistence k apoptóze či terapii, deregulace metabolismu, pohyblivost a invazivita. Buňka tak ztrácí kontrolu nad svým růstem a stabilitou, a začne se nekontrolovaně množit. Důležitým důsledkem EMT může být tvorba metastází a sekundárních ložisek nádoru. 